# Denis Alibec

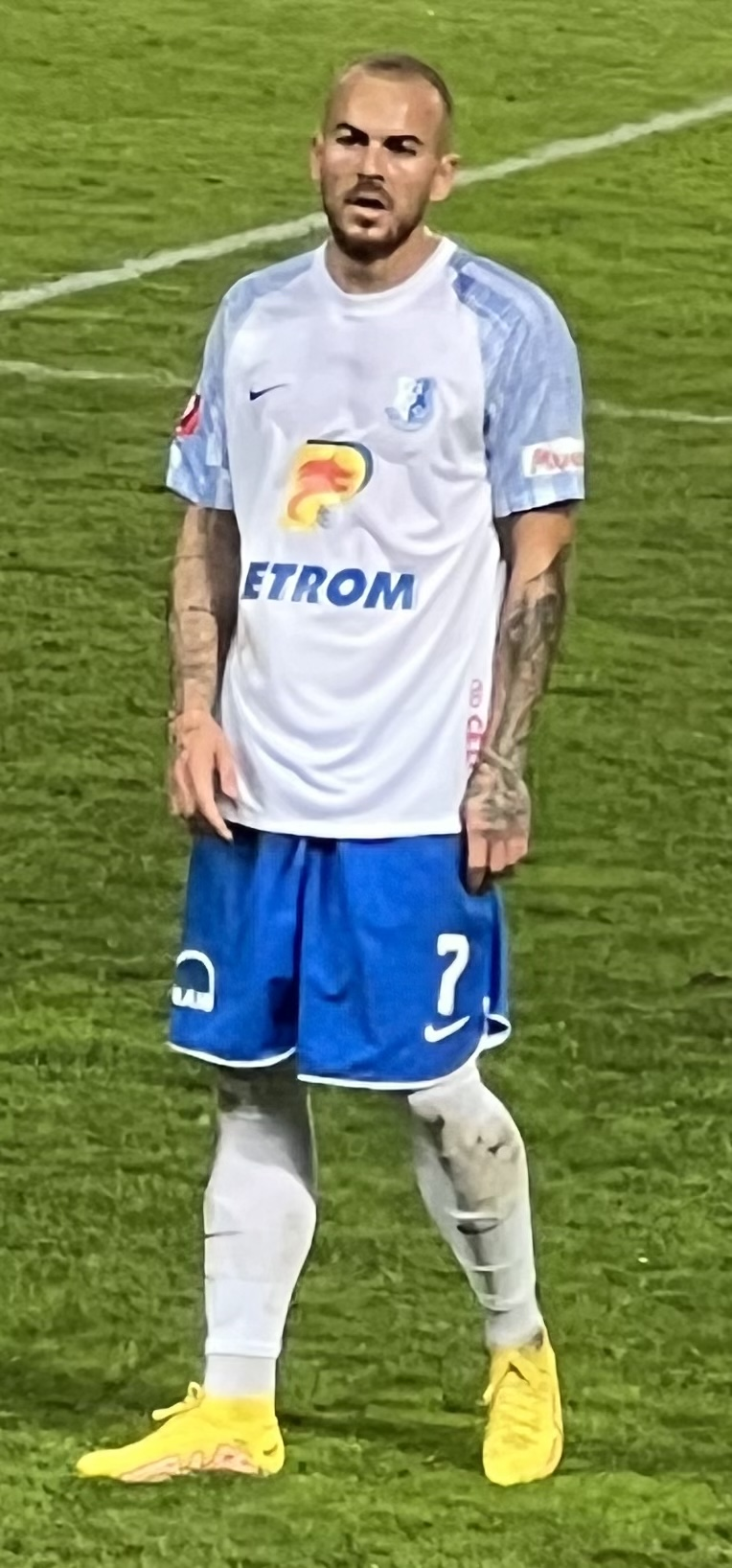
Denis Alibec foto

Denis Alibec (n. 5 ianuarie 1991, Mangalia, Constanța, România) este un fotbalist român, care joacă pe post de atacant la FCSB în SuperLiga României. Pe plan internațional, are prezențe la națională pentru România Sub-17, România Sub-19, România Sub-21 și România. În 2016, a fost ales fotbalistul român al anului.

## Cariera la echipa de club
Crescut la juniorii celor de la Callatis Mangalia (echipa din orașul său natal), Denis Alibec a debutat în Liga 1 pentru echipa Farul Constanța în anul 2008, pe 5 octombrie, împotriva dinamoviștilor. Meci pierdut de Farul cu 1-0. Primul gol pentru constănțeni l-a înscris pe data de 18 octombrie 2008, într-o remiză împotriva celor de la Poli Timișoara. Pe data de 3 iulie 2009 a semnat cu Inter Milano un contract valabil 4 ani, la care a debutat într-un meci cu Chievo Verona.
Pe 24 august 2011, Alibec a fost împrumutat la echipa belgiană KV Mechelen. După experiența neplăcută de la Mechelen, unde a bifat doar 390 de minute, în 11 meciuri, reușind un gol, Denis Alibec se întoarce în România, fiind adus la Viitorul Constanța de către Gheorghe Hagi. În iulie 2013 a fost împrumutat pentru un an, la Bologna. Luna ianuarie a anului 2014 îl aduce pe Denis la Astra Giurgiu, el semnând un contract valabil pentru următoarele patru sezoane și jumătate, la doar câteva zile după ce împlinise frumoasă vârstă de 23 de ani. Pe 30 martie 2014, a înscris primul gol pentru noua echipă, într-un meci cu Ceahlăul Piatra Neamț, câștigat de giurgiuveni cu 2-0.
Primul său gol din sezonul 2014-2015, a fost marcat pe 9 noiembrie 2014, la Galați, meci terminat la egalitate (1-1).
Pe 6 decembrie 2014, în seara Sfântului Nicolae, el a avut o prestație memorabilă, reușind să și marcheze un gol împotriva echipei Dinamo București. Meciul s-a încheiat 6-1 pentru Astra Giurgiu, reușind să-i umilească chiar de ziua lui Ionel Dănciulescu, antrenorul principal al câinilor.
Duminică, pe 14 decembrie 2014, a înscris două goluri în sferturile de finală ale Cupei Ligii Adeplast, împotriva fostei echipe,Viitorul Constanța,primul în secunda 50. Meciul s-a încheiat 3-1 pentru echipa sa.
În data de 26 aprilie 2015, a marcat un gol împotriva celor de la Gaz Metan Mediaș.
Pe 30 aprilie 2015, intrat în repriza secundă, înscrie un gol de senzație, împotriva Petrolului, aducând, pentru prima dată, victoria Astrei, într-o deplasare din Liga I, în fostul Derby al Ploieștiului.
Pe 30 februarie 2016,acesta avea să marcheze primul său hattrick pentru echipa de atunci Astra Giurgiu.
Golul cu numărul cinci din acest sezon l-a înscris împotriva celor de la Oțelul Galați, prima echipă retrogradată, în data de 11 mai 2015.
La 32 de ani a reușit să câștige un nou titlu de campion, de data aceasta cu Farul Constanța, echipă pentru care a marcat de 14 ori și a pasat decisiv de alte 8 ori în stagiunea 2022 - 2023. Aceste performanțe i-au adus și titlul de Jucătorul Anului din partea LPF. [nefuncțională – arhivă]

## Cariera la echipa națională
Deși a fost chemat, de câteva ori, să facă parte din lotul echipei naționale de fotbal a României, abia pe 11 octombrie 2015, Denis, și-a făcut debutul în tricoul primei reprezentative, înlocuindu-l pe Bogdan Stancu, în minutul 90 al victoriei, din deplasare, cu scorul de 3-0, împotriva selecționatei Insulelor Feroe.

## Palmares
Inter Milano
- Serie A (1): 2009-10
- Coppa Italia (1): 2009–10
- Supercoppa Italiana (1): 2010
- UEFA Champions League (1): 2009–10
- Campionatul Mondial al Cluburilor FIFA (1): 2010

Astra Giurgiu
- Cupa României (1): 2013-14
- Supercupa României (1): 2014
- Liga I (1): 2015-16